# Kanton Cotoca
Der Kanton Cotoca ist ein Gemeindebezirk im Departamento Santa Cruz im Tiefland des südamerikanischen Anden-Staates Bolivien.

## Lage im Nahraum
Der Kanton (bolivianisch: Cantón) Cotoca ist einer von zwei Kantonen des Landkreises (bolivianisch: Municipio) Cotoca in der Provinz Andrés Ibáñez.
Der Kanton grenzt im Norden, Westen und Süden an das Municipio Santa Cruz, im Osten an die Provinz Chiquitos, und im Nordosten an den Kanton Puerto Pailas. Zentraler Ort ist Cotoca im westlichen Teil des Kantons mit 19.482 Einwohnern (Volkszählung 2012).
Der Kanton erstreckt sich zwischen etwa 17° 40' und 17° 51' südlicher Breite und 62° 45' und 63° 04' westlicher Länge, er misst von Norden nach Süden zwanzig Kilometer, und von Westen nach Osten bis zu 35 Kilometer.

## Geographie
Der Kanton Cotoca liegt östlich der Cordillera Oriental im bolivianischen Tiefland am Westufer des Río Grande (Guapay). Das Klima der Region ist tropisch und fast ganzjährig feucht, mit einer kurzen Trockenzeit von Juli bis August mit Monatswerten von nur 30–40 mm und Höchstwerten von 130–160 mm von Dezember bis Februar.
Der Temperaturgang im Jahresverlauf ist sehr ausgeglichen, die mittlere Jahrestemperatur liegt bei 24 °C und schwankt nur unwesentlich zwischen 20 °C im Juni/Juli und gut 26 °C von Oktober bis Dezember (siehe Klimadiagramm Santa Cruz).

## Bevölkerung
Die Einwohnerzahl des Kantons ist in dem Jahrzehnt zwischen den beiden letzten veröffentlichten Volkszählungen um etwa zwei Drittel angestiegen. Detaildaten der Volkszählung von 2012 liegen noch nicht vor, jedoch ist von einem weiteren deutlichen Wachstum auszugehen:
| Jahr | Einwohner | Quelle           |
| ---- | --------- | ---------------- |
| 1992 | 19 631    | Volkszählung     |
| 2001 | 33 675    | Volkszählung     |
| 2012 | .         | noch keine Daten |

## Gliederung
Der Kanton Cotoca gliedert sich in folgende Unter- oder Subkantone (bolivianisch: vicecantones):
- Vicecantón Cotoca – 1 Gemeinde – 15.181 Einwohner (Volkszählung 2001)
- Vicecantón Campanero – 3 Gemeinden – 2.213 Einwohner
- Vicecantón Comunidad El Bis – 1 Gemeinde – 524 Einwohner
- Vicecantón Comunidad Arroyuelo – 2 Gemeinden – 447 Einwohner
- Vicecantón Comunidad Cumavi – 1 Gemeinde – 319 Einwohner
- Vicecantón Comunidad El Espino – 1 Gemeinde – 592 Einwohner
- Vicecantón Comunidad Itapaqui – 1 Gemeinde – 691 Einwohner
- Vicecantón Comunidad Santa Rosa De Proboste – 2 Gemeinden – 571 Einwohner
- Vicecantón Cosorio – 1 Gemeinde – 366 Einwohner
- Vicecantón Don Lorenzo – 4 Gemeinden – 1.885 Einwohner
- Vicecantón El Bisito – 1 Gemeinde – 1.328 Einwohner
- Vicecantón La Cruceña (Las Barreras) – 4 Gemeinden – 1.380 Einwohner
- Vicecantón La Enconada – 2 Gemeinden – 1.510 Einwohner
- Vicecantón Los Tajibos – 3 Gemeinden – 500 Einwohner
- Vicecantón Mapaiso De La Purisima – 1 Gemeinde – 253 Einwohner
- Vicecantón Mapaiso De Las Piedades – 4 Gemeinden – 2.892 Einwohner
- Vicecantón Tajibos – 1 Gemeinde – 956 Einwohner
- Vicecantón Tarope – 2 Gemeinden – 1.189 Einwohner
- Vicecantón Villa Alba – 1 Gemeinde – 342 Einwohner
- Vicecantón Callejas – 1 Gemeinde – 716 Einwohner